# Communauté de communes des Trois Forêts (Haute-Marne)
Pour les articles homonymes, voir Communauté de communes des Trois Forêts.
La communauté de communes des Trois Forêts est une communauté de communes française, située dans le département de la Haute-Marne et la région Grand Est.

## Historique
La Communauté de communes des trois forêts a été créée le 1er janvier 2003.
Au regroupement viennent s'ajouter/se retrancher les communes suivantes :
- Leffonds et Villiers-sur-Suize provenant de l'ancienne Communauté de communes de la vallée de la Suize.
- Gillancourt qui rejoint la  Communauté d'agglomération du pays chaumontais.

## Composition
La communauté de communes est composée des 29 communes suivantes :

| Nom                     | Code Insee | Gentilé         | Superficie (km2) | Population (dernière pop. légale) | Densité (hab./km2) |
| ----------------------- | ---------- | --------------- | ---------------- | --------------------------------- | ------------------ |
| Châteauvillain (siège)  | 52114      | Castelvillanois | 106,37           | 1 512 (2022)                      | 14                 |
| Aizanville              | 52005      | Aizanvillois    | 3,5              | 27 (2022)                         | 7,7                |
| Arc-en-Barrois          | 52017      | Arcquois        | 50,44            | 688 (2022)                        | 14                 |
| Aubepierre-sur-Aube     | 52022      | Aubepierrois    | 43,1             | 185 (2022)                        | 4,3                |
| Autreville-sur-la-Renne | 52031      | Autrevillois    | 31,32            | 376 (2022)                        | 12                 |
| Blessonville            | 52056      | Blessonvillois  | 9,76             | 176 (2022)                        | 18                 |
| Braux-le-Châtel         | 52069      | Brozéens        | 10,62            | 126 (2022)                        | 12                 |
| Bricon                  | 52076      | Briconnais      | 9,51             | 413 (2022)                        | 43                 |
| Bugnières               | 52082      | Bugnièrois      | 18,29            | 157 (2022)                        | 8,6                |
| Cirfontaines-en-Azois   | 52130      | Cirfontainois   | 11,61            | 183 (2022)                        | 16                 |
| Coupray                 | 52146      |                 | 12,1             | 169 (2022)                        | 14                 |
| Cour-l'Évêque           | 52151      | Curépiscopiens  | 18,95            | 148 (2022)                        | 7,8                |
| Dancevoir               | 52165      | Dancevoiriens   | 25,58            | 197 (2022)                        | 7,7                |
| Dinteville              | 52168      | Dintevillois    | 15,46            | 66 (2022)                         | 4,3                |
| Giey-sur-Aujon          | 52220      |                 | 30,42            | 145 (2022)                        | 4,8                |
| Laferté-sur-Aube        | 52258      | Lafertois       | 32,54            | 310 (2022)                        | 9,5                |
| Lanty-sur-Aube          | 52272      | Lantilloux      | 22,42            | 114 (2022)                        | 5,1                |
| Latrecey-Ormoy-sur-Aube | 52274      | Latrecéens      | 46,27            | 275 (2022)                        | 5,9                |
| Lavilleneuve-au-Roi     | 52278      |                 | 10,44            | 68 (2022)                         | 6,5                |
| Leffonds                | 52282      | Leffondais      | 36,24            | 344 (2022)                        | 9,5                |
| Maranville              | 52308      | Maranvillois    | 12,42            | 402 (2022)                        | 32                 |
| Montheries              | 52330      |                 | 16,22            | 71 (2022)                         | 4,4                |
| Orges                   | 52365      | Orgeois         | 17,52            | 351 (2022)                        | 20                 |
| Pont-la-Ville           | 52399      | Pontavillois    | 10,23            | 108 (2022)                        | 11                 |
| Richebourg              | 52422      | Richebourgeois  | 21,2             | 248 (2022)                        | 12                 |
| Silvarouvres            | 52474      |                 | 19,41            | 33 (2022)                         | 1,7                |
| Vaudrémont              | 52506      | Vaudrémontais   | 10,39            | 83 (2022)                         | 8                  |
| Villars-en-Azois        | 52525      | Villarsois      | 19,52            | 62 (2022)                         | 3,2                |
| Villiers-sur-Suize      | 52538      |                 | 17,55            | 258 (2022)                        | 15                 |

## Administration

### Liste des présidents
| Période | Période  | Identité             | Étiquette | Qualité                                             |
| ------- | -------- | -------------------- | --------- | --------------------------------------------------- |
| ?       | ?        | Philippe Frequelin   |           |                                                     |
| ?       | ?        | Patricia Popko       | DVG       | Maire de Maranville                                 |
| ?       | En cours | Marie-Claude Lavocat | DVD       | Maire de Châteauvillain, Conseillère départementale |

### Siège
Zone Le Chameau, 4 route de Châtillon, 52120 Châteauvillain

## Compétences
Nombre total de compétences exercées : 19